# Kajen (Margoyoso)
Kajen is een bestuurslaag in het regentschap Pati van de provincie Midden-Java, Indonesië. Kajen telt 7538 inwoners (volkstelling 2010).